# 病嬌模擬器
《病嬌模擬器》是一款由美國獨立遊戲開發者YandereDev開發的隱蔽類動作遊戲。遊戲設定在日本一所名爲Akademi Academy的高校內，女主角病嬌醬病態般地喜歡上了學長（來自日文），其病嬌性格使得她可以爲了學長而不擇手段。玩家需要操作主角病嬌醬，透過和平或血腥手段來剷除所有情敵，以保護自己的「愛情」（學長）。
目前「病嬌模擬器」爲暫定名稱，且遊戲僅有測試版本，玩家無法在遊戲中獲勝。該遊戲目前只支持Windows作業系統。
遊戲於2014年4月正式開始製作，第一個公開測試版本於2015年1月公開下載，目前固定於每月的1號與15號發布新的公開測試版本，並於YandereDev Youtube頻道中介紹新版本中的功能展示。
遊戲的試玩版已於2020年8月31日推出，此時遊戲為91%開發完畢。

在2021年10月，YandereDev發佈了新的模式「1980年模式」，並在該模式中新增了新的十個情敵。

## 玩法
與戀愛遊戲不同的是，遊戲的目標不是與遊戲中主角所喜愛的學長發展感情，而是剷除所有情敵。目前玩家無法與學長進行任何互動。在遊戲中，如果主角接近學長，屏幕會變成粉色，主角會心跳加速，手裏的物品也會掉到地上。但是，如果主角站在學長面前並重複引起學長注意，會開始使學長感到不舒服，引發多次注意之後學長就會對主角感到反感，從而立即導致遊戲結束。另外，在學長面前殺人，手持武器，或滿身是血，都會讓學長嚇到而導致遊戲結束。
玩家可以通過各種血腥或和平的手段消滅情敵。遊戲中包括多種終結情敵的血腥手段，例如將情敵引到頂樓推她下樓，然後再製造假遺書營造自殺的氛圍；在廁所中對電燈開關動點手腳，然後再把水潑向情敵身上，使她在嘗試開燈時觸電身亡；綁架其他學生凌虐她至心靈崩潰，指示她謀殺情敵；在有水的地方且沒人發現的情況下將情敵的頭壓在水中使她窒息；借刀殺人，使警察認爲情敵是兇手從而將其逮捕；當然還有最兇殘的使用武器直接謀殺等。目前也實現了一些比較溫和的手段，例如散佈流言毀謗情敵，降低其聲望，使其自殺或不再上學；或多次製造情敵違反校規的假象，並向輔導老師舉報，使其被學校開除。此外還有不會產生任何傷害的辦法，例如與情敵成為朋友，讓她自己消滅對學長的愛；將情敵與其他學生撮合到一起，使他們成為情侶等。
一旦玩家殺人，玩家需要將犯罪現場清理乾淨，包括屍體、血跡、兇器和玩家沾有血跡的衣物。 如果玩家以其他方式殺人(將其引上屋頂推下樓/引至通電的水坑使其觸電而死/對其潑汽油並以蠟燭引火焚身/以其他學生所觸碰過的武器將其謀殺並清理自身犯案證據)，那麼玩家並不需要清理所有的犯案痕跡也不會被警方定罪逮捕。 如果其他角色發現玩家犯罪，不同性格角色會選擇不同的處置方式，例如逃跑、報告老師、報警或主動擒拿玩家，或者稱讚你的殺人手法。如果在上課、放學或警察到達之前未能毀滅所有犯罪證據，那麼玩家就會被警察逮捕，遊戲結束。如果玩家犯罪被學長發現，遊戲也會結束。
另外，儘管玩家能毀滅所有證據而逍遙法外，若果遇害的角色過半數的話，學園會因安全理由而永久關閉，而學長也會轉學，遊戲立刻結束。此機制是為了防止玩家將全部潛在的證人（學生）殺害，而降低了遊戲的趣味性。

圖中上半部分爲正常的病嬌醬，下半部分爲殺人後完全失去理智的病嬌醬。主角殺人之後神態異常，身上遍佈血跡，且遊戲畫面和背景音樂變得更爲陰森恐怖。

關於遊戲的性質，作者在接受採訪時表示，「如果玩家非常瘋狂，那麼《病嬌模擬器》就是一款恐怖遊戲，玩家必須將自己僞裝成一個可愛的動漫裏的女子高校生。但是，如果玩家選擇只用和平的方法解決情敵，那麼《病嬌模擬器》就是一款校園模擬遊戲。」。

### 游戏特色
声望值
聲望值（英語：Reputation）是玩家的一個属性。當玩家被發現正在做一些可疑的事情，學生們會在背後談論玩家，聲望值便會下降。相反，如果玩家對其他學生稱讚，或是完成特定任務，聲望值就會提升。聲望值的改變並非即時的，要到上課時間才會結算，所以玩家可選擇殺害或綁架學生來「滅口」。當聲望低下時，在玩家旁邊的學生會對玩家產生警覺，並且會認為玩家是可疑的且無法被信任。一旦聲望值低於-100，學長會對玩家反感，從而遊戲結束。當玩家聲望高時，學生對玩家的警覺性較低，並且願意為玩家做一些事情。另外，如果某位學生聲望值到-100以下，他們將會不想來上學。降到-30左右，將會被5位霸凌者霸凌。当主角声望值达到100，第二天来上学时会发生外形变化，病娇酱的头发会被红色发圈高高束起并且马尾变成卷发，姿势发生变化；妈妈酱的头发会扎成丸子头并且化妆，腰间束上粉色外套。这个时候会触发"倾慕"机制（英文：admire），大部分男性同学会跟随主角（午餐时间和清扫时间不会）。
理智值
理智值（英語：Sanity）也是玩家的一個属性。理智的高低程度將決定玩家的殺人方式：當理智高時，玩家的殺人方式將是有效、迅速且安靜的。若是理智相當低，玩家的殺人方式就會開始變得較為凌亂且吵雜。若已完全喪失理智，則玩家的殺人方式將變得殘暴、凶狠且耗時間。當玩家進行暴力或犯罪行為時，玩家的理智值會降低，這會導致玩家明顯看起來精神異常。如果此時被其他學生看到，他們會驚恐的看著玩家，同時玩家的聲望值下降；若是被主角所喜歡的學長看到，他將永遠不會愛上玩家，遊戲就此結束。狂笑、接近學長或使用學長照片可以恢復理智，閱讀漫畫，加入神秘社，或穿着特定內褲可以幫助減緩理智值。
技能
玩家可以通過上課來獲得一些技能。目前有五門科目：生物學、化學、語言、體育和心理學。這五門科目對應五方面技能：學習生物學可學會使用鎮定劑；學習化學可以投毒；學習語言可以僞造自殺遺書；學習體育可以跑得更快，可以抱着屍體而不是拖着屍體前行，甚至可以殺死老師；學習心理學可以在做出病嬌舉動時減少損失的理智值、向別人做出正面社交舉動時會增加更多聲望值、當把情敵和別人配對時更有效率以及增加每次折磨人質，人質損失的理智。每次上課玩家都會獲得一定點數，玩家可以將點數分配給這五門課程。現在上課遲到學長會認為玩家不是好女孩，以導致遊戲結束。
病嬌視覺
病嬌視覺（英語：Yandere Vision）是主角固有的透视技能。通過病嬌視覺，可以看到道具、學長、已拍照的學生和未處理的屍體與血跡的位置。
社團
遊戲中有各式各樣的社團（英語：Clubs），加入特定社團能讓玩家使用特定物品而不引起任何不利玩家的注意。也可以提供許多方便的能力，以助於玩家進行遊戲。例如：武術社可以使玩家無條件自動反擊；輕音社可以使用大提琴箱運送大型武器或屍體；體育社可以讓玩家跑步速度更快，且允許隨身攜帶體育用品而不會被起疑；烹飪社可以允許玩家製作小點心供其他學生享用以提昇聲望等。加入戏剧社可以使用手套和面具，携带魔法棒不会引起怀疑。玩家可以在遊戲內的下午5點之後參加社團活動，從而獲得某些技能。但玩家每次只能加入一個社團，想加入其他社團就必須退出當前所處社團。而退出後就無法再度加入。如果一星期都內沒有參加社團活動，會被踢出社團。
学校还有未被官方承认的社团，比如不良团和霸凌团，玩家可以通过完成成员的任务与他们交朋友。
气氛值
遊戲內每天都有一個氣氛值（英語：Atmosphere），如果前一天有人被殺或失踪，那麼第二天的氣氛值就會下降，屏幕會變得灰暗，玩家在實施犯罪時會更容易引起注意，除非前一天玩家能夠羅織罪刑嫁禍於人。如果當天未發生犯罪，氣氛值會逐漸恢復。
內褲照
內褲照（英語：Panty Shots）類似於貨幣。在遊戲中有一個暗中幫助玩家的重要角色叫做資訊醬，如果玩家拍攝並給她發送内裤照，她會給玩家各式各樣的好處與方便。某些學生的內褲照價值較高，例如：學生會成員、霸凌者等。
此外，在特定地點設置竊聽器，則相當於拍攝一張價值較高的照片。
彩蛋
遊戲中會有各式各樣的彩蛋，如打英文字"shipgirl"則會開啟艦娘模式，或是持有魔法棒時打英文字"love and justice"變身成為魔法少女美由紀等。
在一些版本中可以于学校入口的草坪处开启邪神，属于作弊机制角色，可以使用邪神关闭/开启学生，传送，获取物品等等。
武器
遊戲中各個地方會藏有武器（英語：Weapons），玩家可以使用這些武器消除情敵或潛在的證人。武器分為可藏匿與不可藏匿；手持武器時，引人起疑或不引人起疑；行凶後，武器是否會濺血（至衣服上）。版本更新后，如果将大型武器扔在地上，会吸引同学过来，并且他们会将武器放回原来的位置。
| 武器名稱 | 藏匿/不可藏匿 | 是否引人起疑         | 行凶後是否濺血 | 所在地             |
| --- | ------------- | -------------------- | -------------- | ------------------ |
| 刀子（英語："Knife"）                                                                                                 | 藏匿          | 是                   | 是             | 廚藝部             |
| 儀式小刀（英語："Ritual Knife"）                                                                                             | 藏匿          | 是                   | 是             | 神秘現象部         |
| 注射器（英語："Syringe"）                                                                                               | 藏匿          | 是                   | 是             | 醫療室             |
| 劍、魔法少女棒及幻想之劍（英語："Sword", "Magical Girl Wand" and "Fantasy Sword"）                                                                             | 不可藏匿      | 是（參加戲劇社除外） | 否             | 戲劇社             |
| 剪刀（英語："Scissors"）                                                                                                 | 藏匿          | 否                   | 是             | 裁縫室             |
| 滅火器（英語："Fire Extinguisher"）                                                                                               | 不可藏匿      | 是                   | 否             | 各樓的廁所旁       |
| 吉他（英語："Guitar"）                                                                                                 | 不可藏匿      | 是                   | 是             | 輕音社             |
| 啞鈴、棒球棒（英語："Dumbbell", "Baseball Bat"）                                                                                         | 不可藏匿      | 是(加入體育部除外)   | 否             | 學校大堂體育用品室 |
| 美工刀（英語："Box Cutter"）                                                                                               | 藏匿          | 否                   | 是             | 視覺藝術部         |
| 螺絲刀（英語："Screwdriver"）                                                                                               | 藏匿          | 否                   | 是             | 科學社             |
| 管鉗（英語："Pipewrench"）                                                                                                 | 不可藏匿      | 是                   | 否             | 廚藝部左方的儲存室 |
| 老舊的斧頭、斧頭（英語："Old Axe", "Axe"）                                                                                     | 不可藏匿      | 是                   | 否             | 園藝社設施儲存室   |
| 鏟                                                                                                   | 不可藏匿      | 是（加入園藝社除外） | 否             | 園藝社設施儲存室   |
| 圓鋸（英語："Circular Saw"）                                                                                                 | 不可藏匿      | 是                   | 否             | 園藝社設施儲存室   |
| 武士刀（英語："Katana"）                                                                                               | 不可藏匿      | 是                   | 是             | 校長室             |
| 不良（英語：Delinquents）所持的武器（棒球棒（英語："Baseball Bat"）、木刀（英語："Boken"）、撬棒（英語："Crow Bar"）、管道棒（英語："Pipe"）、竹刀（英語："Shinai"）） | 不可藏匿      | 是                   | 否             | 和不良打斗獲得     |
| 廢金屬（英語：Scrap Metal）                                                                                               | 不可藏匿      | 是                   | 是             | 火爐旁的垃圾埇     |

-radio（音响）
可以在学校三楼的广播室找到，可以通过打开音响制造声音来吸引同学或老师的注意，使他们离开原来的位置去关闭音响，在你需要秘密行动时这是个很好的工具。
-雨衣
穿上雨衣可以防止血溅到衣服上，但是穿着雨衣出现在人们面前会引起怀疑（在晴朗的日子没有穿雨衣的必要）
-手套
戏剧社的手套可以避免在武器上留下指纹证据。不可与雨衣一同穿戴。需要加入戏剧社才能使用。
-面具
面具可以暂时让人无法分辨你是谁，从而扰乱目击证人的线索。需要在没有人的地方才能戴上/脱下。需要加入戏剧社才能使用。
-包
在学校入口处可以找到一个斜背包和一个斜挎包，大包可以藏匿如魔法棒这样的大型武器，小包可以藏匿血衣等小型物品，配合使用可以很好地协助作案。
合成系統
玩家可以從“合成系統”（英語：Crafting System）獲得資訊醫所提供的物品（例如臭氣彈和摔炮）或者手作模擬一個已經存在的武器。目前的版本可以使用11件材料去合成5件物品：
| 成品                       | 合成材料                                             |
| -------------------------- | ---------------------------------------------------- |
| 臭氣彈（英語：Stink Bombs）           | 銨+ 氣球（英語：Ballons）                         |
| 手工刀（英語：Makeshift Knife）           | 繃帶（英語：Bandages）+ 玻璃碎片（英語：Glass Shards）+ 木棍棒（英語：Wooden Sticks） |
| 開鎖器（英語：Lockpick）           | 髮夾（英語：Hair Pins）+ 曲別針（英語：Paper Clips）                     |
| 摔炮（英語：Bang Snaps）             | 紙片（英語：Paper）+ 雷酸銀（英語：Silver Fulminate）                     |
| 帶有尖刺的棒球棒（英語：Spiked Baseball Bat） | 釘子（英語：Nails）+ 棒球棒（英語：Baseball Bat）                     |

### 任務模式
任務模式為病嬌模擬器的其中一個模式，該模式中玩家並不能使用任何偵錯指令或是特殊彩蛋，遊戲的整體氛圍也較為嚴肅。
任務模式中，「學長」不存在於該模式(在一年前已經被病嬌醬殺害)，而病嬌醬則是資訊醬所僱用的殺手。資訊醬會隨機發布一個任務，而主角需要將其指定的目標學生殺害並離開學校。而不同難度的任務也有一些附加的限制及條件，例如：不得有目擊者，或是作案後必須清理所有血跡，必須將目標學生的屍體處理掉等等，會隨著附加條件的增加而提高任務的難度。 此外，任務模式中也會出現其他殺手(復仇醬)，會以自身原本的模樣或是偽裝成其中一個普通的女學生的狀態出現，她的目標為尋找主角並將其殺害。如果任務中明確指出有殺手的存在，那麼玩家執行任務的過程中便會出現一大威脅。
除了資訊醬發布隨機任務之外，玩家也可以自行「設計」任務，決定任務中的目標以及限制、附加條件並自己執行。 每個任務之間互無關聯，上一個任務所做過的操作全部都會在下一個任務開始時重置。

### ABC挑戰／字母殺手挑戰（ABC Killer Challenge/Alphabet Killer Challenge）
字母殺手挑戰為病嬌模擬器的其中一個模式，該模式中玩家並同樣不可使用任何偵錯指令或是特殊彩蛋。
當病嬌醬在房間時，玩家可以輸入abcdefg來啟動此模式。玩家要透過跟着英文字母的順序來殺害遊戲中共84名角色（不包括老師），由A字頭的"Ajia Ashitomi"到最後Y字頭的"Yaku Zaishi"，方可取勝。若期間殺錯對象，被其他角色制服，被學長發現不良行為，或是有學生逃離校園，遊戲將會重設。
該模式中時間不會流動，所有學生會一直重覆着早上的行程，在遊戲一開始時各社社長和社員都在相應的房間，玩家毋須等待便可直接加入學社來取得好處。玩家可於學生會辦工室取得各種道具，包括煙霧彈（阻礙視線）、臭氣彈（驅趕學生至校園後門）、失憶煙霧彈（令其他角色忘記玩家的不良行為）、清潔機械人（自動追蹤玩家並協助清理沿路上的血跡）、魔方（分散注意力）、樂器盒（收藏大型武器）、信號干擾器（阻止交際花目擊屍體後使用手機報警）、隱身藥丸（隱身，謀殺或運送屍體時不會被人目擊）及理智藥丸（殺人時不會降低理智值）。

### SNAP模式
當太靠近學長觸發HEARTBROKEN結局時，最下面會有紅色的“SNAP”，連續點擊後畫面會變紅，在SNAP模式中玩家是無敵的，時間也會停止。所有角色（包括老師）都會面對玩家做出驚慌的動作，校長則會消失。玩家必須找到刀並且要殺死學長，只要靠近任何人都會自動攻擊，在殺死學長後病嬌醬就會自殺。如果一段時間沒有找到刀子，畫面會逐漸模糊，隨後會瞬移到有刀子的地方；如果找到刀子後不接近學長完成結局，同樣畫面會逐漸模糊，並自動瞬移到學長附近並殺死學長。

## 遊戲設定

### 劇情
主角病嬌醬是一名感受不到人類的感情的女孩，這樣的情況從她有記憶以來一直跟隨她。她跟人們相處的時候始終假裝跟他們一樣，但是她仍然無法藉此真正感受到任何情感。然而，這樣的情況在某一天被打破了。病嬌醬遇到了一位學長（Senpai），於是產生了強烈的感情。但是病嬌醬認爲她的情敵會從她手中把學長奪走，因此又產生了強烈的憤怒。爲了學長，病嬌醬願意不惜一切代價阻止、傷害甚至殺死情敵。
爲了達到某些目的，資訊醬主動聯繫了病嬌醬，願意在情報等方面爲病嬌醬提供幫助。
此外，通過遊戲中校園和主角家中地下室隱藏的錄音帶，可以得知遊戲的一些背景故事，包括病嬌醬母親以及病嬌醬家族的歷史、學院高校的歷史祕密、一位致力於揭露病嬌醬母親罪行但身敗名裂的記者的故事、病嬌醬母親透露病嬌醬的奶奶幫忙抓病嬌醬的父親等。

## 角色
＊ 所有中文名只是暫時的譯名，並不代表這是最終的姓名。

### 主角
病嬌醬／愛詩綾野（Yandere-chan/Ayano Aishi）
病嬌醬是玩家操作角色、本作女主角。真名首次出現於遊戲內的社群網站上。赤艷學院（Akademi Academy）二年級學生，身高165cm，体重43.5公斤，中等大小胸部，黑色头发，一般扎着高马尾，所屬班級是二年一班，病態般的喜歡學長，可以為了學長不擇手段，使潛在的情敵遠離學長。
作者在Twitter上表示自己希望主角名字包含“yan”字样（取自病娇的英文单词“Yandere”），最终选择“Ayano”作为主角的名字，而姓氏“Aishi”中的“ai”和日文中的“爱”同音，“shi”则和“死”同音，表现出病娇的特点。在遊戲的官方網站，作者加入了男性的Yandere-kun（Ayato Aishi），未來有可能允許玩家選擇男主角。
官方給出Yandere-kun的故事還有另一個可能性：「Yandere-kun 是一個天生的虐待狂，需要一種痴迷來賦予他的生活意義。他將一個女生標記為『他的』——他的財產，他的價值。他追殺任何和學姐調情的人，因為這對他來說就像一場遊戲……一場死亡遊戲。」
學長、山田太郎 / 學姐、山田妙子（Senpai, Taro Yamada/Taeko Yamada)
學長，源自日文，本作主角之一，遊戲中雖然地位相當重要，但因為遊戲目的是「終結情敵」而非「來場浪漫的愛情」，因此在遊戲中玩家無法與學長進行任何的互動，但若在遊戲進行中被學長看見正在進行不良行為，則會遭到學長強烈指責，最後遊戲結束。
雖然現在的版本只能選擇男性的「前輩」，但在未來遊戲中也可以選擇女性「前輩」，即學姐。若選擇女性，則病嬌醬就是女女同性戀，其他的情敵也都是女女同性戀，不會因為「前輩」性別改變而變更情敵屬性。
學長是一名平凡的學生，有着平凡的外表，平凡的學術成績（資訊醬則對病嬌醬的痴情完全無法理解）。學長在學校大多時間都是獨來獨往，早上和放學時段都坐在中庭的噴水池前閱讀，並沒有加入任何社團。
和Osana為青梅竹馬。
資訊醬（Info-chan）
本作的重要角色之一，病嬌醬在遊戲中的主要幫助者，在遊戲內病嬌醬可以看見她在資訊社教室中，但無法與她進行交流，唯一的交流方式是透過遊戲裏的手機傳送照片，如果是傳送學生照片，資訊醬會提供給病嬌醬該名學生完整的資料，包含所屬社團、聲望、喜歡的對象以及一些個人資料。
如果傳送女學生的內褲照，玩家便可與她進行交易，索要一些幫助，但目前相關功能尚未完全實現。
從遊戲的開始部分的过场动画可以得知，資訊醬主動幫助病嬌醬的動機之一是爲了使病嬌醬的情敵—Osana受到巨大傷害。

### 情敌
情敌（Rivals）是玩家要铲除的目标。游戏内共有十个情敌，會因不同原因個別在十個星期裡登場，但是目前游戏只有兩位情敵登場，"Osana Najimi"和 "Amai Odayaka"。
長名 馴染（Osana Najimi）
第一位情敵，學院高校二年級學生，是病嬌醬的同班同學，既是學長的青梅竹馬也是名傲嬌，為了不讓學長知道其真實心意而時常對他發脾氣，用粉底白點髮帶綁成的兩個長度及膝的橘色雙馬尾，髮末偏黃，穿著有著白點花紋的鮭魚肉色長襪，有著與Raibaru Fumetsu相似的髮飾。 此情敵是遊戲試玩版中的唯一情敵。
其原型為Raibaru Fumetsu（Rival-chan） ，後期因作者希望每個情敵能夠更有特色，加上Raibaru Fumetsu（Rival-chan）的模型沒有傲嬌的感覺，因而改成現在Osana的模型。
Osana Najimi 在日文中意思為「青梅竹馬」。
稳 天井（Amai Odayaka）
第二位情敵，烹飪社社長，因為生病而登場於第二週，被作者設定成「親切、溫柔的大姊姊」，具備超齡的烹飪技術。
若與學長發展到一定程度，天井會邀請他加入烹飪社。
Amai Odayaka在日文中意思為「溫柔、親切的」。
現在的版本中已出現，在2024年5月1日更新中已经完成。虽然可以与她成为朋友，但是作为社长十分忙碌，如果要求她跟随主角从而秘密地杀死很困难，她会以社团繁忙或者午餐时间需要吃饭来拒绝。官方解决方式是开除，通过污蔑情敌并且向教导主任举报她多次来使她退学。教室位于2-2，早上和中午会去学校中央温泉处贩卖社团制作的小蛋糕。可以向她请示加入烹饪社，每天下午5：00～5：30会开设社团活动。
。
須乃武 妃渚（Kizana Sunobu）
第三位情敵，戲劇社社長，個性相當狂妄自大，因為骨折而登場於第三週，希望可以成為最受歡迎的女演員。
有著用玫瑰髮飾綁成的兩條捲髮，她的紫色襪子上也有印玫瑰的圖案。
由於有著與可可奈相似的髮型，這使作者考慮是否要在妃渚與可可奈之間添加新的任務。
瑠都 丘（Oka Ruto）
第四位情敵，神秘社社長，因為私人事故而登場於第四周。有着凌亂，深藏藍色的頭髮，清色的臉頰和嘴唇，額頭卻有一層厚影，還有一對深刻的黑眼圈。雖然行為怪異和舉止嬌羞，但性格文靜、沉穩，以及人畜無害，從而惹來部份人的憐愛。
丘每天早上都會跟蹤Basu姐妹及竊聽她們的對話，她確切地相信兩人並非普通人類。另外，丘從小已經對任何有關超自然的時物着迷，她一直堅信着惡魔、鬼怪、甚至是黑魔法的存在，繼而付出生命努力不懈地尋求證據。
自2018/8/18的更新暫時從遊戲中移除。
Oka Ruto 在日文中意思為「神秘現象」。
梨翔 明日（Asu Rito）
第五位情敵，體育社社長。 也是當地頂級的學生運動員之一，而且很多她的同學預測她會在幾年後在奧運會奪得金牌。先前為了奧運會的練習而在第五週登場。她會很快地與前輩建立友誼。前輩會為過去四周發生的事情疲憊不堪，或許鍛煉就是能讓他忘掉最近的事情的東西吧。
她的興奮和活力使她非常容易交到朋友——或能走進某人的心。她隨和的態度和熱情的笑顏或許會馬上偷走前輩的心…
Asu Rito 在日文中意思為「運動員」。
Muja Kina
第六位情敵，學校的代班護士。 原護士在第六週度假時，她負責臨時接替此職位。
Muja Kina 在日文中意思為「天真無邪的」。
Mida Rana
第七位情敵，學校3-2班的代課老師。 當原來的老師在第七週無法上課時，她負責臨時接替此職位。
Mida Rana 在日文中意思為「不雅、下流」。
Osoro Shidesu
第八位情敵，學校內的不良少年的領導者，被輔導老師停學七週而在第八周才來上學。
Osoro Shidesu 在日文中意思為「恐怖的」。
山田 花子（Hanako Yamada）
第九位情敵，學長的妹妹。過於依賴她的哥哥，在他身邊顯得十分難纏。於第九周時登場。
西光目上（Megami Saikou）
第十位情敵，學生會的會長，也是最難解決的情敵。 於第十週時登場。
Megami Saikou 在日文中意思為「女神最棒」。

### 任務模式
復仇醬（Nemesis）
復仇醬是任務模式平行時空中的山田花子，也就是學長的妹妹。 在一年前，病嬌醬執行的第一個任務就是獵殺山田太郎。 在他的妹妹得知他的死訊後便陷入一整年的抑鬱，而後下定決心要替他復仇。
在任務模式中，她是把玩家視為目標的另一個殺手，發現玩家後便會走向並將其殺死，但玩家如果跑到了她看不到的地方，便能暫時逃過一劫，復仇醬便會去其他地方尋找玩家。

### 1980年模式角色

#### 主角
爱诗 凉叶（Ryoba Aishi）
是1980年模式中的女主角、玩家操作角色以及本作女主角（病娇酱）的妈妈。被玩家稱為「妈妈酱」。
湯田生 助吉 Jokichi Yudasei
是1980年模式中的主角。

#### 情敌
若泉 輝夜 （Kaguya Wakaizumi）
1980年模式中的第一位情敵，她是一個開朗活潑的女孩。
官方消滅方式是拒絕。
樂夜名萌子 Moeko Rakuyona
1980年模式中的第二位情敵。
一個「假小子」，有著一個危險且不為人知的秘密。
官方消滅方式是燃燒。
保度島 穂波 （Honami Hodoshima）
1980年模式中的第三位情敵。 一個膽小，內向的書蟲，花一整天在圖書館裡面讀書。
官方消滅方式是壓碎。
立花 澄子 （Sumiko Tachibana）
1980年模式中的第四位情敵。
充滿活力的運動員，提倡健康的生活習慣。
官方消滅方式是毒死。
近成 律子 （Ritsuko Chikanari）
1980年模式中的第五位情敵。
來自日本最富有的家庭之一，花一整天在泳池日光浴。
官方消滅方式是淹死。
棕櫚 愛 Ai Doruyashi
1980年模式中的第六位情敵。 .  夢想成為偶像，花很多時間在體育館的台上排練歌曲。
官方消滅方式是觸電。
名畑齋 帝子 （Teiko Nabatasai）
1980年模式中的第七位情敵。
品學兼優的優等生，全校最閃亮的女孩，頭腦和美貌的完美融合。
官方消滅方式是開除。
船越 駒子 （Komako Funakoshi）
1980年模式中的第八位情敵。
一位「大和撫子」，全校的男性想要她，全校的女性想成為她。
官方消滅方式是霸凌。
毒島 千草 （Chigusa Busujima）
1980年模式中的第九位情敵。
一名寫真偶像，有著無數的男性仰慕者。
官方消滅方式是配對。
坂上 園子（Sonoko Sakanoue）
1980年模式中的第十位情敵。
名人偵探，前Akademi學生。
在高中時期解開了一宗連警察也難以著手的謀殺案，在一夜間成為了名人。
官方消滅方式是交友。

## 開發
游戏作者YandereDev名为Alex，是美国加州的一位独立游戏开发者，曾在一家游戏公司工作3年。2014年4月1日，YandereDev在4chan上面公开了病娇模拟器的游戏创意，得到了非常正面的反映，于是开始借鉴刺客任務系列和校园类游戏的创意，独立开发《病娇模拟器》。最初遊戲完全由YandereDev一人開發，後來很多志願者也加入了開發，提供編劇、配音、3D模型等方面的幫助。
遊戲的第一個測試版本於2015年1月公開發佈。目前固定於每月的1號與15號發布新的公開測試版本，並於YandereDev Youtube頻道中介紹新版本中的功能展示。每次更新都會添加一些新元素，例如對情敵下毒、使情敵觸電身亡、使情敵溺亡等。但是作者表示，目前的版本還不能算作「真正的遊戲」，只能算是「放滿玩具的沙盒」。
作者在開發日誌上表示如果遊戲功能更完整，將會把遊戲放上Kickstarter或Steam Greenlight平台募資，最終遊戲的販售價格取決於募資結果以及遊戲品質，可能是5至10美元或是15至20美元。2017年3月1日，作者宣佈與tinyBuild Games公司展開合作，準備在tinyBuild的幫助下完善遊戲，並參考tinyBuild的模式來發布遊戲，於2018年12月停止合作。

### 關於遊戲名稱
作者於《Should Yandere Simulator be re-named?》影片和自己網誌中表明有意更改現行《Yandere Simulator》（病嬌模擬器）的遊戲名稱，其主因為通常模擬器（Simulator）類型的遊戲多半較為休閒或搞笑，作者不希望這款遊戲被誤認為是這類型的遊戲，因此有意更改為LoveSick（苦戀）並加註病嬌模擬器副標。不過本遊戲名稱仍待凝聚共識。

## 爭議

### 被封禁
網路流媒體平臺Twitch封禁了病嬌模擬器的遊戲直播。遊戲作者YandereDev在接受Kotaku網站採訪時表示他願意和Twitch.tv平臺共同解決那些導致遊戲被封禁的問題，但不會改變遊戲的核心玩法。後來他表示他已經聯繫了Twitch.tv，但沒有收到有關封禁原因的解釋。他還表示，同樣血腥暴力的《惡霸魯尼》或《俠盜獵車手》就可以在Twitch.tv上面直播，對此他感到不解。

## 外部連結
- 官方网站
- .   [2016-02-21]. （原始内容存档于2016-02-16） （英语）.
- .   [2016-04-03] （中文）.
- .   [2020-12-30]. （原始内容存档于2021-03-24） （英语）.